# Tornado (rutsjebane)
 For alternative betydninger, se Tornado (flertydig). (Se også artikler, som begynder med Tornado)
Tornado er en roterende rutsjebane på Dyrehavsbakken i Klampenborg lidt nord for København. Rutsjebanen, der åbnede den 9. april 2009, er fremstillet af firmaet Intamin.
Banen er 325 meter lang og når op i en højde på 10 meter. Tophastigheden er 60 km/t.
Tornado består af seks vogne. Der kan i hver vogn sidde 4 personer.

## Eksterne links
- Tornado Arkiveret 5. november 2013 hos  Wayback Machine på bakken.dk
- Data og billeder

55°46′32″N 12°34′31″Ø / 55.775458°N 12.575361°Ø